# Duląbka
Duląbka est une localité polonaise de la gmina de Dębowiec, située dans le powiat de Jasło en voïvodie des Basses-Carpates.